# 네코노벨
네코노벨(Nekonovel)은 대한민국의 프로그래머 커니스가 개발한 비주얼 노벨/텍스트 어드벤처용 게임 엔진으로, 프리웨어이자 2차 개발이 가능한 자유 소프트웨어이다. 2011년 12월 9일에 오픈소스화되었다.

## 특징

### 독보적 특징
- 미리보기 지원
  - 네코노벨은 스크립트 파일을 입력할 수 있는 기반만 마련하던 기존의 비주얼 노벨 엔진과는 달리, 개발자 프로그램이 따로 존재하여 게임의 실행 개념이 아닌 원하는 위치의 화면을 미리보기 할 수 있는 기능이 존재한다.
- 자유로운 커스터마이징
  - 네코노벨은 인터페이스의 사용자 임의 커스터마이징이 불가능했던 대한민국의 엔진 VNAP, 바실리어트와는 달리 시스템 자체가 아닌 스크립트 형태로 인터페이스를 구축함으로써 사용자의 자유로운 커스터마이징을 가능하게 했다.
- 룰 페이드효과
  - 기존 대한민국의 엔진에서는 불가능했던 룰 페이드효과를 구현했다.
- 완전 한글화
  - 스크립트 매뉴얼을 비롯, 시스템적 면에 있어서도 한글화를 지원하여 대한민국의 사용자에게 최적화된 환경을 제공한다.

### 일반적 특징
- .Net Framework 2.0 기반, Direct3D, Audiere, Zlib, TinyXml, Scintilla, ScintillaNet, DirectShow 사용.
- UTF-8 지원
- 3D 그래픽카드 지원
- 파티클효과 지원
- 카메라효과 지원
- 사용자 명령어 편집 기능
- 지원하는 그래픽 포맷 : JPG, BMP, PNG, TGA, GIF, DDS
- 지원하는 사운드 포맷 : WAV, MP3, OGG
- 지원하는 동영상 포맷 : AVI, WMV, SWF 등과 같은 동영상 포맷은 전부 지원하지만, 일부 동영상은 컴퓨터에 코덱이 있어야 한다.

## 기반으로 제작된 작품
- KAMU
  - 크리스마스 선물
- ASBS
  - 츠나총수연애시뮬레이션 츠나☆레볼루션
- 팀 바실리스크
  - 절망희 2부 ~Cross Encounter~
- 스튜디오 아인스
  - 와쳐
- 팀 바르게살자
  - 샤이니 연애 시뮬레이션 꿈에서 만나

## 같이 보기
- 바실리어트
- VNAP
- NScripter
- 키리키리